# Little Rita nel West
Little Rita nel West è un film italiano del 1967 diretto da Ferdinando Baldi.
Il film, che appartiene al genere musicarello, è anche una parodia del genere spaghetti western e contiene molti riferimenti ad altre note pellicole sia nelle battute che nelle scene. Ad esempio Ringo, che già nel nome riprende il protagonista di Una pistola per Ringo, film di due anni precedente, dice a Little Rita che tutto ciò che ha fatto lo ha fatto "Per un pugno di dollari" e le porge una sacca, lei risponde però che deve averlo fatto anche "Per qualche dollaro in più" e si fa consegnare una ulteriore sacca d'oro. In seguito, quando incontra Django, il duello si svolge in un cimitero come nel film Django.

## Trama
Far West: durante un assalto alla diligenza, Little Rita, con l'aiuto di Francis Fitzgerald Grawz, fa fallire l'assalto, ma i banditi prendono comunque l'oro, che viene trasportato in un campo degli indiani, dove il capo indiano Bisonte Seduto vuole distruggerlo. Ma prima di distruggere l'oro, Little Rita vuole rubarne altro a Ringo, un assassino, e a Django. Nel saloon di un paesino abbandonato, arrivano nel locale anche Francis e Little Rita, la quale sfida Ringo a duello, facendosi restituire l'oro. Poco dopo però, Ringo tenta di vendicarsi colpendo Rita da lontano e lei lo elimina definitivamente.
Ritornata da Bisonte Seduto, gli riferisce i fatti, ma nel frattempo, giunge la notizia che l'oro della diligenza è stato rubato da Django. Incontrato Django, i due si fanno consegnare da lui la bara che contiene una mitragliatrice e dell'oro. Poco dopo, anche lui verrà ucciso da Rita. Mentre Rita e Francis cavalcano nelle praterie, incontrano Black Star che con le sue quattro vacche cerca un posto dove poterle abbeverare. È qui che Little Rita si innamora di lui.
Poco dopo i messicani della curiosa banda di Sancho prendono in ostaggio Francis e Rita, volendo estorcere loro informazioni per raggiungere l'oro. In seguito interviene Black Star per liberarli, e tutti e tre sono liberi di tornare al campo indiano. Durante la notte Black Star tenta di rubare l'oro, ma viene scoperto dagli indiani, che gli offrono la possibilità di farlo condannare da un tribunale americano. Ascoltata la giuria, Star viene condannato a morte, ma la sentenza sarà da eseguire nel campo indiano. Al campo indiano vengono sceneggiate le differenti modalità per uccidere una persona, ma Rita, innamorata di lui, ne chiede e ne ottiene la grazia.
Intanto in paese arriva la banda di Sancho con l'obiettivo di svaligiare la banca, ma Star, che si trova in paese, ne uccide alcuni, tra cui Sancho. Volendo che sia eseguita la condanna, Black si vuole far giustiziare ugualmente e viene rinchiuso momentaneamente in cella. Appena saputolo, Rita si precipita in paese, e dopo qualche tafferuglio, anche Black si dichiara. Al campo indiano, intanto si procede all'esplosione della montagna per far scomparire l'oro. Successivamente nel paese si festeggia, e Rita dà l'addio a tutti andandosene via solitaria.

## Colonna sonora
La colonna sonora del film verrà pubblicata come album nella discografia di Rita Pavone. Il film e l'album comprendono anche alcuni brani scritti in collaborazione sia con Lucio Dalla sia con Teddy Reno, anch'essi attori nel film.